# موئل
موئل (به اسپانیایی: Muel) یک دهستان در اسپانیا است که در استان ساراگوسا واقع شده‌است. موئل ۷۹ کیلومتر مربع مساحت و ۱٬۱۴۲ نفر جمعیت دارد.